# حماد (حمیدیه)
حماد، روستایی در دهستان طراح بخش گمبوعه شهرستان حمیدیه در استان خوزستان ایران است.

## جمعیت
بر پایه سرشماری عمومی نفوس و مسکن در سال ۱۳۹۵، جمعیت این روستا برابر با ۳۱۵ نفر (۸۲ خانوار) بوده است.